# St Anthony-in-Meneage
 (septembre 2023).
St Anthony-in-Meneage est une paroisse civile des Cornouailles, en Angleterre.